# 컴 투 더 스테이블
컴 투 더 스테이블(Come To The Stable)은 미국에서 제작된 헨리 코스터 감독의 1949년 드라마 영화이다. 로레타 영 등이 주연으로 출연하였고 사무엘 G. 잉겔 등이 제작에 참여하였다.

## 출연

### 주연
- 로레타 영
- 셀레스트 홈
- 휴 말로우
- 엘자 란체스터
- 토마스 고메즈
- 도로시 패트릭
- 배질 루이스댈
- 둘리 윌슨
- 레지스 투미
- 마이크 마주키

## 제작진
- 미술: 라일 R. 휠러
- 미술: 조셉 C. 라이트
- 의상: 케이 넬슨